# Celleporaria mauritiana
Celleporaria mauritiana är en mossdjursart som beskrevs av Hayward 1988. Celleporaria mauritiana ingår i släktet Celleporaria och familjen Lepraliellidae. Inga underarter finns listade i Catalogue of Life.